# Beschneidehobel
Ein Beschneidehobel (auch Schneidhobel) ist eine veraltete Vorrichtung, in welcher früher die Seiten eines Buchblockes auf Maß geschnitten werden konnten. Seit dem Aufkommen der halbautomatischen Dreischneider wird dieses Werkzeug nicht mehr verwendet. 

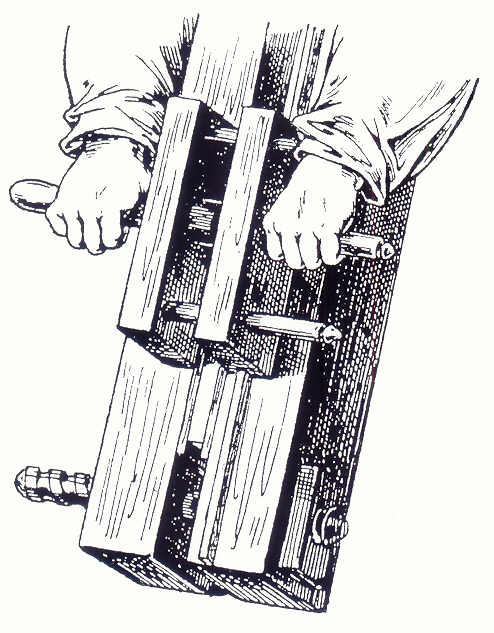
Beschneidehobel

## Benutzung
Die Seiten werden auf Maß geschnitten, indem über die zu hobelnde Seite des eingespannten Blockes eine Messerlade geführt wird, die Lage für Lage überstehende Papierstreifen abschneidet. 
Dabei wird entweder die gesamte Messerlade oder nur das Messer selbst schrittweise abgesenkt, bis die Seite des Buchblockes vollständig auf Maß geschnitten ist. Durch Umspannen des Buchblockes können so alle drei ungeleimten Seiten beschnitten werden.
Bei der heutigen Serienfertigung von Büchern in Buchdruckereien werden die heißgeleimten Buchblöcke maschinell mit Dreimesser-Automaten (three-knife-trimming) beschnitten.